# لیما اسکای
لیما اسکای (انگلیسی: Lima Sky llc) یک استودیوی مستقر در نیویورک است که به ایجاد برنامه‌های آیفون سرگرم‌کننده و آموزشی، به خوبی طراحی شده، با تمرکز ویژه بر روی برنامه‌های سرگرم‌کننده برای کودکان اختصاص دارد. این شرکت از سال ۲۰۰۸ میلادی شروع فعالیت کرده و تأسیس شد.

## آثار
- دودل جامپ (۲۰۰۹)
- Doodle jump adventure
- (Doodle jump: HOP the movie (۲۰۱۱
- دودل جامپ۲
- آنی مچ

## نام اصلی
Lima sky LLC

## تاریخ تاسیس
2008 میلادی